# Mario Chacón Segura
Mario Chacón Segura (San Rafael de Escazú, 7 de diciembre de 1911-San Pedro de Montes de Oca, 1 de junio de 2002) fue un compositor costarricense, autor de varias piezas musicales representativas del folclore de su país, entre ellas: "Así es mi tierra" "Caballito nicoyano", "Ticas lindas", "Mi novia linda" y "Mi reina". 
En el género bolerístico compuso "Así", "Por qué", "Luna de Costa Rica", "Calles de Santo Domingo", "El grito del sabanero" y "Jesús guanacasteco" (esta última con letra de José Ramírez Saizar), además de varios tangos, baladas y pasodobles.

## Biografía
Nació en San Rafael de Escazú, arrancó su carrera en 1929 como parte de las emisiones de Radio Nueva Alma Tica. En 1934 fundó el trío Los Ticos, en compañía de los músicos Pablo Peñaranda y Francisco Brenes. En 1965 el trío se renombró como Conjunto rítmico Los Ticos, debido a  la incorporación de más músicos.
Con el Trío los Ticos compuso y grabó "Boca de sangre", un bolero popular de la época;  formó parte del conjunto Los ídolos criollos, cuyas interpretaciones eran de música sudamericana.
Fue director del Cuadro de Buenos Aires, que tenía un programa radial en la estación La Voz de la Víctor, que realizó varias giras por Centroamérica, México y Cuba, donde participaron de actividades artísticas en emisoras como la CMQ de La Habana. Grabó muchas canciones en la RCA Víctor de México, donde fue el primer latinoamericano en grabar; en la CBS Columbia y en Indica de Costa Rica. Viajaron con ese grupo musical a diversos músicos, entre ellos Estados Unidos. Cuando regresaron, el conjunto se desintegró, y Chacón laboró luego como locutor de Radio Atenea.
Temas de Mario Chacón fueron grabados por artistas nacionales, entre los cuales se puede mencionar a Manuel Chamorro, Ronald Alfaro, la Orquesta de Otto Vargas y Gilberto Hernández. Obtuvo reconocimientos, dentro y fuera de su país, gracias a su destacada trayectoria, entre ellos, el Premio de Cultura Popular de 1999, dado por el Estado y el Festival Costa Rica Joven. Se retiró de los escenarios y vida artística a principios de los años ochenta, y dejó numerosos temas inéditos, como "La novia del caballito nicoyano" y "El cantor del pueblo".